# Bollensdorf (Ihlow)
Bollensdorf ist ein Ortsteil der Gemeinde Ihlow im Süden des Landkreises Teltow-Fläming in Brandenburg. Der Ort gehört dem Amt Dahme/Mark an und war bis zum 31. Dezember 2001 eine eigenständige Gemeinde.

## Lage
Bollensdorf liegt im äußersten Südosten des Niederen Fläming am Übergang in den Lausitzer Grenzwall, etwa fünf Kilometer Luftlinie südwestlich der Stadt Dahme/Mark. Umliegende Ortschaften sind Niendorf im Norden, Dahme und Schwebendorf im Nordosten, Kolpien im Osten, Schöna im Südosten, der Ortsteil Körba der Gemeinde Lebusa im Landkreis Elbe-Elster im Süden, der ebenfalls im Landkreis Elbe-Elster gelegene Ortsteil Knippelsdorf der Stadt Schönewalde im Südwesten, Mehlsdorf mit dem Ortsteil Karlsdorf im Westen sowie Ihlow im Nordwesten.
Im Südosten grenzt ein kleiner Teil der Gemarkung von Bollensdorf an den Körbaer Teich, westlich von diesem bildet das Schweinitzer Fließ größtenteils die Grenze zwischen den Landkreisen Teltow-Fläming und Elbe-Elster. Nördlich wird die Gemarkung vom Mehlsdorfer Graben begrenzt. Bollensdorf liegt an der Landesstraße 71.

## Geschichte
Bollensdorf wurde erstmals im Jahr 1368 als Boldenstede und danach im Jahr 1376 in einer Urkunde des sächsischen Herzogs Wenzel als Boldewinstorff urkundlich erwähnt. Der Ortsname bedeutet „Dorf des Boldewin“. Unter seiner heutigen Schreibweise tauchte der Ortsname im Jahr 1579 erstmals auf. Das Dorf war ursprünglich Teil des historischen Amtes Dahme und wurde als solcher nach dem Frieden von Prag 1635 Teil des Kurfürstentums Sachsen.
Von 1657 bis 1768 gehörte Bollensdorf zum Fürstentum Sachsen-Weißenfels. In dieser Zeit erlebte der Ort nach der Ansiedlung eines Rittergutes, einer Schäferei und einer Ziegelei einen wirtschaftlichen Aufschwung. Namhaftester Gutsbesitzer war der sächsische Finanzpolitiker Carl Heinrich von Heineken, er besaß neben Bollensdorf noch weitere Güter. Die Nachfahren der Familie von Heineken übten über das 19. Jahrhundert hinaus die Rechte des Gutsbesitzes aus. Nach dem General-Adressbuch der Rittergutsbesitzer für die Provinz Brandenburg umfasste das Rittergut Bollensdorf um 1880 eine Größe von 307 ha. Zum Gut gehörte damals eine Brennerei. Zuletzt hatte Bollensdorf eine Gutsbesitzerin, Freifrau Margarethe von Bischoffshausen, geborene von Heineken (1868–1952), Tochter des Hauptmann Maximillian von Heineken-Bollensdorf. Das 341 ha Gut war vor der großen Wirtschaftskrise 1929/30 verpachtet an Anna Bolle, verwitwete Karche, geborene Arndt. Die Gutsherrin war nach dem Genealogischen Handbuch des Adels seit 1887 zu Bollensdorf mit dem Major Gotthard Freiherr von Bischoffshausen (1852–1911) verheiratet und besaß mit Jahna noch ein Gut bei Meißen. Sie lebte nach der Bodenreform mit ihren Kindern in Hessen.
Nach dem Wiener Kongress 1815 musste das Königreich Sachsen das Gebiet, zu dem unter anderem auch Bollensdorf gehörte, an das Königreich Preußen abtreten. In diesem lag der Ort im Landkreis Jüterbog-Luckenwalde im Regierungsbezirk Potsdam in der Provinz Brandenburg. 1841 hatte Bollensdorf 165 Einwohner und war, da es damals noch keine Kirche gab, nach Dahme eingepfarrt. Sieben Jahre später wurde Bollensdorf bei einem Dorfbrand zerstört und wurde danach wieder neu aufgebaut. Aus dieser Zeit stammen die noch heute das Ortsbild prägenden Dreiseithöfe.

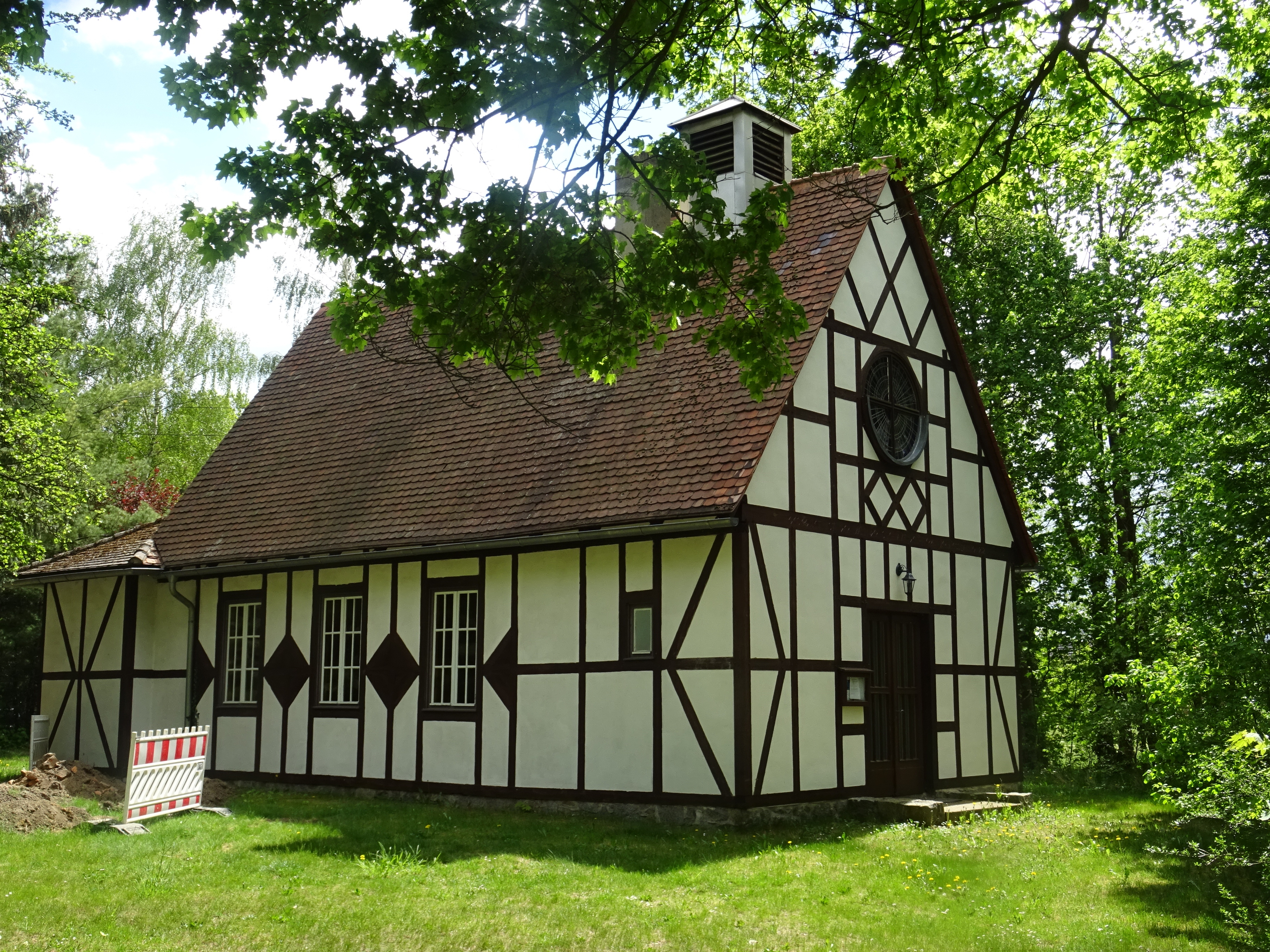
1952 erbaute Dorfkirche

1945 brannte das Gutshaus von Bollensdorf ab. Nach dem Ende des Zweiten Weltkriegs gehörte der Ort zur Sowjetische Besatzungszone und lag ab Oktober 1949 in der DDR. Am 5. Oktober 1950 wurde der Nachbarort Karlsdorf nach Bollensdorf eingemeindet. Bei der DDR-Kreisreform am 25. Juli 1952 wurde der Landkreis Jüterbog-Luckenwalde aufgelöst und die Gemeinde Bollensdorf in den Kreis Luckau im Bezirk Cottbus eingegliedert. Am 17. Februar 1968 wechselte der Ortsteil Karlsdorf in die Gemeinde Mehlsdorf. Nach der Wende wurde der Kreis Luckau in Landkreis Luckau umbenannt und schließlich aufgelöst, die Gemeinde Bollensdorf wurde bei der Kreisreform im Dezember 1993 in den Landkreis Teltow-Fläming eingegliedert. Am 31. Dezember 2001 wurde Bollensdorf nach Ihlow eingemeindet.

## Sehenswürdigkeiten
Nachdem sich die Bewohner Bollensdorfs für einen Austritt aus dem Pfarrsprengel Dahme ausgesprochen hatten, wurde 1946 an der Stelle des früheren Gutshauses mit dem Bau der Dorfkirche Bollensdorf begonnen. 1952 wurde die Kirche fertig gestellt. Die Dorfkirche Bollensdorf ist ein kleiner Fachwerkbau ohne Turm.

## Bevölkerungsentwicklung
| Jahr | Einwohner | Jahr | Einwohner | Jahr | Einwohner |
| ---- | --------- | ---- | --------- | ---- | --------- |
| 1875 | 209       | 1939 | 199       | 1981 | 162       |
| 1890 | 242       | 1946 | 309       | 1985 | 152       |
| 1910 | 233       | 1950 | 319       | 1989 | 139       |
| 1925 | 236       | 1964 | 254       | 1995 | 125       |
| 1933 | 179       | 1971 | 186       | 2000 | 119       |